# Senecio bipontinii
Senecio bipontinii là một loài thực vật có hoa trong họ Cúc. Loài này được Wedd. miêu tả khoa học đầu tiên.